# 尾島碩心
尾島 碩心(おじま せきしん、1904年12月4日 - 1986年1月19日)は日本の心理学者、東京教育大学教授。専門は聴覚心理、ろう教育。1963年11月に榊原清、西谷三四郎らとともに一般社団法人日本特殊教育学会を創立した。聴覚障害児教育の分野に貢献した。勲三等旭日中綬章。

## 経歴
東京都生まれ。（旧制）東京高等学校を卒業。1931年東京帝国大学文学部心理学科を卒業、卒業論文の題名は「旋律的形態知覚の一条件」。同年、同大学大学院に進む。1932年東京帝国大学文学部副手を兼務。1937年（旧制）第六高等学校教授に就任。1942年陸軍予科士官学校教官兼教育総監部付に就任。1946年（旧制）松江高等学校教授に就任。1948年（旧制）静岡高等学校教授に就任。1949年の学制改革により同校は静岡大学となり、文理学部教授となる。1952年東京教育大学教育学部教授に就任(新設された特殊教育学科主任として)。1956年東京教育大学国府台分校特設教員養成部長を併任。1960年東京教育大学国府台分校主事を併任。1968年定年退職。
父は家相家の尾島碩宥、父の養父は家相家の尾島碩聞である。

## 著書
- 「聴空間に於ける音の強さの恒常性に就いて」『増田博士謝恩 最新心理学論文集』1935年岩波書店
- 「聴覚」『実験心理学提要・第3巻』1953年岩波書店
- 黒木総一郎と共著「聴覚の研究とその応用」『心理学講座4.知覚心理』1953年中山書店
- 波多野完治ほか編「聾(難聴を含む)」『現代教育心理学体系14.特殊教育』1958年中山書店
- 中野善達と共著「Visual Communication(1)-(3)」1966年『東京教育大学教育学部紀要』第9巻-第12巻

## 論文
- 小木曽恩と共著「長三和絃と短三和絃の感情的差異」(1930年)『心理学研究』第5巻5号
- 兼子宙ほか共著『児童の学級内に作る友人関係について-学級形態の研究(1)-(3)』1931年-1932年『心理学研究』第6巻2輯-第7巻3輯
- 「旋律の演奏に関する一小実験」(1932年)『心理学研究』第7巻4輯
- 「経験効果を中心として見たる音の群別化とその条件に就いて」(1932年)『心理学研究』第7巻5輯
- 「或る絶対音聴児に就いての調査」(1934年)『心理学研究』第9巻1輯
- 「喧噪音下に於ける電話の聴取に就て」(1936年) 『心理学研究』第11巻6輯
- 「聴覚体制の問題に就いての一考察」(1952年) 静岡大学教育学部報告第2号]
- 佐藤泰正と共著「盲人の聴記憶について」(1956年) 『心理学研究』第27巻2号

## 関連図書
- 『特異児の心理と教育-尾島碩心教授退官記念論文集-』1968年東京教育大学教育学部特殊教育学科内・尾島碩心先生退官記念の会編